# Jean-Baptiste Anoumon
Jean-Baptiste Anoumon est un acteur et directeur artistique franco-ivoirien.
Actif dans le doublage, il est notamment la voix française régulière d'Anthony Mackie, David Oyelowo, Derek Luke, Jamie Hector, Malcolm Barrett, Jamie Foxx et Michael B. Jordan, ainsi qu'une des voix de Ludacris, Chris Rock, Kevin Hart, LaMonica Garrett, Edi Gathegi et Daniel Kaluuya.

## Biographie
Jean-Baptiste Anoumon a commencé sa carrière par le théâtre.
C'est par l'intermédiaire de son ami Lucien Jean-Baptiste en 2000 qui lui a présenté entre autres François Dunoyer, qu'il a choisi de commencer le doublage.

## Théâtre
- 2006 : Tête d'or de Paul Claudel (première version) : le déserteur, mise en scène d'Anne Delbée, Théâtre du Vieux-Colombier
- 2006 : Premières Lignes texte de Bruno Bayen et Jean-François Sivadier, mise en scène par Jean-François Sivadier et Jean-Pierre Jourdain, pièce sélectionnée par la Commission d'aide à la création d'œuvres dramatiques, Studio-Théâtre de la Comédie-Française
- 2007 : Les Nègres de Jean Genet : Archibald, mise en scène de Cristèle Alves Meira, Athénée-Théâtre Louis Jouvet, spectacle jeune théâtre national
- 2008 : Thérèse en mille morceaux d'après Lyonel Trouillot, mise en scène par Pascale Henry, Comédie de Saint-Étienne
- 2009 : La Dictée de Stanislas Cotton, mise en scène d'Anne Contensou, Théâtre de l'Est Parisien dans le cadre de 1.2.3. théâtre !
- 2010-2011 : Lulu, une tragédie-monstre de Frank Wedekind : Rodrigo et Koungou Poti, mise en scène par Stéphane Braunschweig, Théâtre National de la Colline
- 2010 : Combat de nègre et de chiens de Bernard-Marie Koltès, mise en scène par Michael Thalheimer, Théâtre national de la Colline[4]
- 2011 : Croissance et Baskets à scratchs de Jean-Charles Massera, mise en scène par Stéphane Gombert
- 2012 : Hamlet ou la Fête pendant la peste adaptation de Shakespeare : Horatio, mise en scène par Bertrand Sinapi, Théâtre du Saulcy
- 2014 : La Mission de Heiner Müller, mise en scène par Michael Thalheimer, Théâtre national de la Colline
- 2015 : Big Shoot de Koffi Kwahulé, mise en scène par Alexandre Zeff, Théâtre de la Loge
- 2017 : Soudain l'été dernier de Tennessee Williams, mise en scène par Stéphane Braunschweig, Théâtre de l'Odeon
- 2017 : Les Trois Sœurs d'après Anton Tchekhov, adaptation du texte et mise en scène par Simon Stone, Théâtre de l'Odéon puis tournée
- 2023 : Andromaque de Jean Racine, mise en scène de Stéphane Braunschweig.

## Filmographie

### Cinéma

#### Longs métrages
- 2002 : Vivre me tue de Jean-Pierre Sinapi : ?
- 2006 : Après l'océan d'Éliane de Latour : Goethe
- 2012 : Paulette de Jérôme Enrico : Ousmane
- 2017 : La Vie de château de Modi Barry et Cédric Ido : Moussa
- 2019 : La Sainte Famille de Louis-Do de Lencquesaing : Féderico
- 2020 : Les choses qu'on dit, les choses qu'on fait d'Emmanuel Mouret : Stéphane
- 2021 : Pilote de Paul Doucet : le chef terroriste
- 2022 : La Gravité de Cédric Ido : Christophe
- 2024 : Numéro 10 de David Diane : Hamidou Diallo

#### Courts métrages
- 2000 : Le Dahu de Cédric Joly et Vincent Poli
- 2002 : Fragile de Nicolas Bary
- 2006 : Judas de Nicolas Bary : le fumeur d'opium
- 2017 : Je suis inoubliable d'Audrey Pouffer : l'ami

### Télévision

#### Téléfilm
- 2001 : L'Héritier de Christian Karcher : Vico

#### Séries télévisées
- 2002 : Police District[réf. nécessaire]
- 2010 : Sœur Thérèse.com, épisode Réussir ses rencontres.fr de Claudio Tonetti : Benoît Morin
- 2015 : Le juge est une femme, épisode Cas de conscience de Julien Zidi : Luc Castel
- 2018 : Dix pour cent, épisode Isabelle de Marc Fitoussi : Alexandre, le kiné
- 2018 : Ad Vitam de Thomas Cailley : Angus Singh (5 épisodes)
- 2019 : Parents mode d'emploi : Benoît Kebala (saison 8, épisodes 1 et 2)
- 2019 : Le Grand Bazar, épisode Le père suédois de Baya Kasmi : William
- 2020 : Il a déjà tes yeux de Lucien Jean-Baptiste : prisonnier 1 (mini-série)

## Doublage

### Cinéma

#### Films
- Anthony Mackie dans (22 films) :
  - No Pain No Gain (2013) : Adrian Doorbal
  - Captain America : Le Soldat de l'hiver (2014) : Sam Wilson / le Faucon
  - Avengers : L'Ère d'Ultron (2015) : Sam Wilson / le Faucon
  - Ant-Man (2015) : Sam Wilson / le Faucon
  - The Night Before: Secret Party (2015) : Chris Roberts
  - Triple 9 (2016) : Marcus Belmont
  - Captain America: Civil War (2016) : Sam Wilson / le Faucon
  - Detroit (2017) : Carl Greene
  - Avengers: Infinity War (2018) : Sam Wilson / le Faucon
  - The Hate U Give : La Haine qu'on donne (2018) : King
  - IO (2019) : Micah
  - Avengers: Endgame (2019) : Sam Wilson / le Faucon
  - Point Blank (2019) : Paul Booker
  - Seberg (2019) : Hakim Jamal
  - Synchronic (2019[n 1]) : Steve Denube
  - The Banker (2020) : Bernard Garrett
  - Zone hostile (2021) : le capitaine Leo
  - La Femme à la fenêtre (2021) : Edward « Ed » Fox
  - We Have a Ghost (2023) : Frank Presley
  - Ghosted (2023) : le petit-fils de Sam
  - Elevation (2024) : Will
  - Captain America: Brave New World (2025) : Sam Wilson / Captain America

- David Oyelowo dans (17 films) :
  - La Couleur des sentiments (2011) : le pasteur Green
  - Lincoln (2012) : Ira Clark
  - Jack Reacher (2012) : Emerson
  - Interstellar (2014) : le principal
  - A Most Violent Year (2014) : D. A. Lawrence
  - Selma (2014) : Martin Luther King, Jr.
  - Captive (2015) : Brian Nichols (en)
  - Nina (2016) : Clifton Henderson
  - The Cloverfield Paradox (2018) : Kiel
  - Gringo (2018) : Harold Soyinka
  - Minuit dans l'univers (2020) : Gordon Adewole
  - Merveilles imaginaires (2020) : Jack Littleton
  - L'Homme de l'eau (en) (2021) : Amos Boone
  - Chaos Walking (2021) : Aaron
  - Coup de théâtre (2022) : Mervyn Cocker-Norris
  - Role Play (en) (2024) : Dave Brackett
  - Le Livre de Clarence (2024) : Jean le Baptiste

- Jamie Foxx dans (13 films) :
  - Django Unchained (2012) : Django Freeman
  - White House Down (2013) : le président des États-Unis James Sawyer
  - The Amazing Spider-Man : Le Destin d'un héros (2014) : Maxwell Dillon / Electro
  - Albert à l'ouest (2014) : Django[5]
  - Annie (2014) : Benjamin Stacks
  - Sleepless (2017) : Vincent Downs
  - Baby Driver (2017) : Leon « Bats » Jefferson III
  - Project Power (2020) : Art
  - Spider-Man: No Way Home (2021) : Max Dillon / Electro
  - Day Shift (2022) : Bud Jablonski
  - Ils ont cloné Tyrone (2023) : Slick Charles
  - Death Business (2023) : Willie E. Gary (en)
  - Back in Action (2025) : Matt

- Kevin Hart dans (11 films) :
  - Super Héros Movie (2008) : Trey
  - Jumanji : Bienvenue dans la jungle (2017) : Moose Finbar
  - Jumanji: Next Level (2019) : Moose Finbar
  - Un papa hors pair (2021) : Matthew « Matt » Logelin
  - The Man from Toronto (2022) : Graeme
  - Me Time : Enfin seul ? (2022) : Sonny Fisher
  - Die Hart (en) (2023) : Kevin Hart
  - Back on the Strip (en) (2023) : le père stressé
  - En plein vol (2024) : Cyrus Whitaker
  - Die Hart 2 (2024) : Kevin Hart
  - Borderlands (2024) : Roland

- Michael B. Jordan dans (10 films) :
  - Chronicle (2012) : Steve Montgomery
  - Les Quatre Fantastiques (2015) : Johnny Storm / la Torche humaine
  - Creed : L'Héritage de Rocky Balboa (2015) : Adonis Johnson Creed
  - Kin : Le Commencement (2018) : le nettoyeur masculin
  - Creed 2 (2019) : Adonis Johnson Creed
  - La Voie de la justice (2020) : Bryan Stevenson
  - Sans aucun remords (2021) : John Kelly
  - Space Jam : Nouvelle Ère (2021) : Michael B. Jordan
  - Creed 3 (2023) : Adonis Johnson Creed
  - Sinners (2025) : Elijah « Smoke » et Elias « Stack »

- Christopher « Ludacris » Bridges dans (9 films) :
  - Sex Friends (2011) : Wallace
  - Fast and Furious 5 (2011) : Tej Parker
  - Fast and Furious 6 (2013) : Tej Parker
  - Fast and Furious 7 (2015) : Tej Parker
  - Fast and Furious 8 (2017) : Tej Parker
  - Fast and Furious 9 (2021) : Tej Parker
  - End of the Road (2022) : Reggie
  - Fast and Furious 10 (2023) : Tej Parker
  - Un Noël pas comme les autres (2023) : Eddie Garrick

- Derek Luke dans (8 films) :
  - Lions et Agneaux (2007) : Arian Finch
  - Miracle à Santa Anna (2008) : le sergent Aubrey Stamps
  - Notorious B.I.G. (2009) : Sean Combs
  - Captain America: First Avenger (2011) : Gabe Jones
  - Jusqu'à ce que la fin du monde nous sépare (2012) : Speck
  - Renaissances (2015) : Anton
  - American Refugee (en) (2021) : Greg Taylor
  - Darby and the Dead (en) (2022) : Ben Harper

- Chris Rock dans (8 films) :
  - Ce qui vous attend si vous attendez un enfant (2012) : Vic
  - Sandy Wexler (2017) : lui-même
  - Mariage à Long Island (2018) : Kirby
  - Dolemite Is My Name (2019) : Daddy Fatts
  - Sacrées Sorcières (2020) : le héros adulte / le narrateur (voix)
  - Spirale : L'Héritage de Saw (2021) : le lieutenant Ezekiel « Zeke » Banks
  - Amsterdam (2022) : Milton King
  - Rustin (2023) : Roy Wilkins

- Daniel Kaluuya dans (5 films) :
  - Johnny English, le retour (2011) : l'agent Tucker
  - Sicario (2015) : Reggie
  - Les Veuves (2018) : Jatemme Manning
  - Queen and Slim (2019) : Slim
  - Judas and the Black Messiah (2021) : Fred Hampton

- Marlon Wayans dans (5 films)
  - Les Flingueuses (2013) : Levy
  - Naked (2017) : Rob Anderson
  - On the Rocks (2020) : Dean
  - Le Mauvais Esprit d'Halloween (2022) : Howard Gordon
  - Air (2023) : George Raveling

- Omari Hardwick dans (4 films) :
  - Bad Luck (2014) : Domenic
  - L'Exécuteur (2017) : Kutcher
  - Pas si folle (2018) : Frank
  - Spell (2020) : Marquis

- Kobna Holdbrook-Smith dans (4 films) :
  - Justice League (2017) : l'inspecteur Crispus Allen
  - Le Retour de Mary Poppins (2018) : Frye / la fouine
  - Zack Snyder's Justice League (2021) : l'inspecteur Crispus Allen
  - Wonka (2023) : l'inspecteur Affable

- Aldis Hodge dans (4 films) :
  - Les Figures de l'ombre (2017) : Levi Jackson
  - Magic Camp (2020) : Devin
  - One Night in Miami (2020) : Jim Brown
  - Black Adam (2022) : Carter Hall / Hawkman

- André Holland dans (4 films) :
  - Un raccourci dans le temps (2018) : le principal Jenkins
  - High Flying Bird (2019) : Dean
  - Clair-obscur (2021) : Brian Redfield
  - Bones and All (2022) : Frank Yearly, le père de Maren

- Trevante Rhodes dans (4 films) :
  - Bird Box (2018) : Tom
  - Billie Holiday, une affaire d'État (2021) : l'agent Jimmy Fletcher
  - Des bleus à l'âme (en) (2022) : Porter
  - Mea Culpa (2024) : Zyair Malloy

- Jonathan Majors dans (4 films) :
  - La Loi de la jungle (2019) : Pepper
  - The Last Black Man in San Francisco (2019) : Montgomery Allen
  - Da 5 Bloods : Frères de sang (2020) : David
  - The Harder They Fall (2021) : Nat Love

- John David Washington dans :
  - BlacKkKlansman : J'ai infiltré le Ku Klux Klan (2018) : l'inspecteur Ron Stallworth
  - Monster (2018[n 2]) : Richard « Bobo » Evans
  - Malcolm et Marie (2021) : Malcolm

- Ron Funches dans :
  - Six Underground (2019) : l'orateur aux fausses funérailles de « Sept »
  - Le Seul et unique Ivan (2020) : Murphy, le lapin (voix)
  - Tom Brady à tout prix (en) (2023) : Chip

- Damon Wayans Jr. dans :
  - Coup de foudre garanti (2020) : Nick Evans
  - Supercool (en) (2021) : Jimmy
  - Baby Bluff (en) (2025) : Dave

- Rob Brown dans :
  - Stop-Loss (2008) : Isaac « Eyeball » Butler
  - Don Jon (2013) : Bobby

- Omar Benson Miller dans :
  - L'Apprenti sorcier (2010) : Bennet
  - Homefront (2014) : Teedo

- Mike Epps dans :
  - Faster (2010) : Roy Grone
  - You People (2023) : l'oncle EJ

- Malcolm Barrett dans :
  - Il n'est jamais trop tard (2011) : Dave Mack
  - War on Everyone : Au-dessus des lois (2016) : Reggie

- Sinqua Walls dans :
  - Shark 3D (2011) : Malik
  - Nos vies après eux (2019) : Matt Walker

- Laz Alonso dans :
  - Jumping the Broom (2011) : Jason Taylor
  - Fountain of Youth (2025) : Patrick Murphy

- Edwin Hodge dans :
  - American Nightmare 2: Anarchy (2014) : Dwayne, l'« Étranger »
  - American Nightmare 3 : Élections (2016) : Dante Bishop

- Mo McRae dans :
  - Le Majordome (2013) : Eldridge Huggins
  - Criminal Squad (2018) : Gus Henderson

- Romany Malco dans :
  - Top Five (2014) : Benny Barnes
  - Holiday Rush (en) (2019) : Rashon « Rush » Williams

- Brandon Mychal Smith dans :
  - Get on Up (2014) : Little Richard
  - Excroissance (2023) : Kaelin

- Keegan-Michael Key dans :
  - Place à l'impro (en) (2016) : Jack
  - The Disaster Artist (2017) : Keegan-Michael Key (caméo)

- Lakeith Stanfield dans :
  - Snowden (2016) : Patrick Haynes
  - À couteaux tirés (2019) : le détective Troy Archer

- Will Dalton dans :
  - Loving (2016) : Virgil
  - Sergio (2020) : le sergent Andre Valentine

- Daveed Diggs dans :
  - Wonder (2017) : M. Browne, le professeur d'anglais
  - Blindspotting (2018) : Collin

- J. B. Smoove dans :
  - Le Roi de la polka (2017) : Ron Edwards
  - Música (en) (2024) : Anwar

- Noel Clarke dans :
  - Mute (2018) : Stuart
  - The Corrupted (en) (2019) : Neil Beckett

- William Jackson Harper dans :
  - Midsommar (2019) : Josh
  - Dark Waters (2019) : James Ross

- Mike Colter dans :
  - Breakthrough (2019) : Tommy Shine
  - Fatale (2020) : Rafe Grimes

- 1998[n 3] : He Got Game : Jacob « Jake » Shuttlesworth (Denzel Washington) (2e doublage)
- 2006 : Sexy Dance : Miles Darby (Mario Dewar Barrett)
- 2008 : Blindness : l'assistant du pharmacien (Mpho Koaho (en))
- 2009 : Boogeyman 3 (en) : Lukas (W. B. Alexander) (sorti directement en DVD)
- 2010 : Shutter Island : Trey Washington (Curtiss Cook)
- 2010 : Shank (en) : Rager (Ashley « Bashy » Thomas)
- 2010 : Lullaby : William (Matt Ward)
- 2011 : Africa United : Jean-Baptiste (Richard Lukunku)
- 2011 : World Invasion: Battle Los Angeles : Jibril Adukwu (Adetokumboh M'Cormack (en))
- 2011 : Le Stratège : David Justice, champ extérieur des A's (Stephen Bishop)
- 2011 : Le Pacte : l'inspecteur Green Brett Gentile (Marcus Lyle Brown)
- 2011 : Real Steel : le commentateur ESPN (Phil LaMarr)
- 2012 : Cosmopolis : Ibrahim Hamadou (Abdul Ayoola)
- 2012 : Target : l'agent Bothwick (Daren A. Herbert)
- 2012 : Sexy Dance 4: Miami Heat : Jason (Stephen Boss (en))
- 2012 : Peace, Love et plus si affinités : Rodney (Jordan Peele)
- 2012 : Premium Rush : Manny (Wolé Parks)
- 2012 : Flight : Craig Matson (E. Roger Mitchell)
- 2013 : The Call : l'officier Jake Devans (David Otunga[6])
- 2013 : Capitaine Phillips : ? (?)
- 2013 : Battle of the Year : Terrence Jenkins (Terrence Jenkins)
- 2013 : Match retour : Walter (Frederick Douglas Plunkett Jr.)
- 2013 : Jimi: All Is by My Side : Jimi Hendrix (André « André 3000 » Benjamin)
- 2013 : Percy Jackson : La Mer des monstres : Ganymède (Richard Yearwood)
- 2014 : Twelve Years a Slave : Clemens Ray (Chris Chalk)
- 2014 : Non-Stop : Zach White (Nate Parker)
- 2014 : Joe : Shorty (Elbert Hill)
- 2014 : Légendes vivantes : Wesley Jackson, le correspondant de MTV News (Kanye West)
- 2014 : La Planète des singes : L'Affrontement : Werner (Jocko Sims)
- 2014 : New York Melody : Saul (Mos Def)
- 2014 : Black Storm : Daryl (Arlen Escarpeta)
- 2014 : 22 Jump Street : Kenny Yang (Kenny Lucas (en))
- 2014 : The Gambler : Lamar Allen (Anthony Kelley)
- 2014 : American Sniper : l'instructeur Rolle (Leonard Roberts)
- 2014[n 4] : Big Game : un agent de la Navy (Ken Thomas)
- 2014[n 4] : Imperial Dreams : Gideon (De'Aundre Bonds (en))
- 2015 : The Stanford Prison Experiment : Paul Vogel (Gaius Charles)
- 2015 : Un voisin trop parfait : le proviseur Edward Warren (Hill Harper)
- 2016 : Batman v Superman : L'Aube de la justice : le général Amajagh (Sammi Rotibi)
- 2016 : Resident Evil : Chapitre final : Razor (Fraser James)
- 2016 : Bad Santa 2 : le conducteur de Cyclo-pousse (Bineyam Girma)
- 2016 : Tarzan : Wasimbu (Sidney Ralitsoele)
- 2016 : Nos pires voisins 2 : Eric Baiers (Sam Richardson)
- 2016 : The Last Girl : Celle qui a tous les dons : Kieran Gallagher (Fisayo Akinade)
- 2016 : Miles Ahead : ? (?)
- 2016 : David Brent: Life on the Road (en) : Dan Harvey (Ben Bailey Smith)
- 2017 : La Belle et la Bête : le père Robert (Ray Fearon)
- 2017 : Last Call : Antoine (Dwain Murphy (en))
- 2017 : Sand Castle : Enzo (Neil Brown Jr.)
- 2017 : Transformers: The Last Knight : Mohawk (Reno Wilson (en)) (voix)
- 2017 : The Circle : Jared (Mamoudou Athie)
- 2017 : Section 99 : Andre (Mustafa Shakir (en))
- 2018 : Downsizing : un infirmier à l'arrivée de Leisureland (Damiãn Garth Brown), Roger (Paul Mabon) et Tunde (Warren Belle)
- 2018 : Hotel Artemis : Waikiki / Sherman (Sterling K. Brown)
- 2018 : The After Party (en) : Owen (Kyle Harvey)
- 2018 : Equalizer 2 : Jolly (Drew Cooper)
- 2018 : Une femme de tête : Clint (Ricky Whittle)
- 2018 : Dumplin' : Lee (Harold Perrineau)
- 2018 : Marie Stuart, reine d’Écosse : Lord Randolph (Adrian Lester)
- 2018 : Hunter Killer : Cob Wallach (David Gyasi)
- 2018 : Yardie : Jerry Dread (Everaldo Creary)
- 2018 : High Life : Tcherny (André Benjamin)
- 2018 : Tag : Une règle, zéro limite : Kevin Sable (Hannibal Buress)
- 2018 : Contrôle parental : Rudy (Colton Dunn)
- 2019 : Triple Frontière : le loueur d'hélicoptère (Mohammed Hakeemshady)
- 2019 : Shazam! : le passager du métro (Ken Mohabir)
- 2019 : The Dead Don't Die : Dean (RZA)
- 2019 : Aladdin : ? (?)
- 2019 : Le Bout du monde : Logan (Andrew Bachelor)
- 2019 : Le Roi lion : Azizi (Eric André) (voix)
- 2019 : Falling Inn Love : Dean (Jeffrey Bowyer-Chapman)
- 2019 : Yesterday : le chef du marketing (Lamorne Morris)
- 2019 : Ça : Chapitre 2 : Michael « Mike » Hanlon (Isaiah Mustafa)
- 2019 : Terminator: Dark Fate : le major Dean (Fraser James)
- 2019 : Primal : John Ridger (LaMonica Garrett)
- 2019 : Native Son : Tony (Aaron Moten)
- 2020 : Rupture fatale : Shannon (Mehcad Brooks)
- 2020 : Sa dernière volonté : Jones (Edi Gathegi)
- 2020 : Nightmare Island : Rocklin (Robbie Jones)
- 2020 : Rencontre fatale : David (Omar Epps)
- 2020 : The Boys in the Band : Bernard (Michael Benjamin Washington (en))
- 2020 : Concrete Cowboy : Leroy (Clifford « Method Man » Smith)
- 2020 : Cut Throat City : James « Blink » (Shameik Moore)
- 2020 : USS Greyhound : La Bataille de l'Atlantique : ? (?)
- 2021 : Boss Level : Dave (Sheaun McKinney)
- 2021 : Un prince à New York 2 : ? (?)
- 2021 : Cosmic Sin : le capitaine Sam Nolan (Trevor Brotherton)
- 2021 : Respect : Ken Cunningham (Albert Jones)
- 2021 : Je suis toutes les filles : le capitaine George Mululeki (Mothusi Magano)
- 2021 : L'Amour complexe : Jason King (Jay Pharoah)
- 2021 : Many Saints of Newark - Une histoire des Soprano : Harold McBrayer (Leslie Odom Jr.)
- 2021 : Macbeth : Monteith (Sean Patrick Thomas)
- 2021 : L'Étau de Munich : Cecil Syers (Raphael Sowole)
- 2022 : Treize à la douzaine : Dom Clayton (Timon Kyle Durrett)
- 2022 : Madea : Retour en fanfare : Tim (Brandon Black)
- 2022 : White Noise : Murray Siskind (Don Cheadle)
- 2022 : F*ck l'amour, toujours ! (en) : Said (Maurits « Negativ » Delchot (en))
- 2022 : Hot Seat : Jackson (Eddie Steeples)
- 2022 : Silverton Siege : Calvin Khumalo (Thabo Rametsi)
- 2023 : Toi & Moi ? : Mona (Omari Douglas (en))
- 2023 : Le Manoir hanté : le barman (Jo Koy (en))
- 2023 : Hypnotic : River (Dayo Okeniyi)
- 2023 : Nos pires amis 2 : Warren (Jamie Hector)
- 2023 : Marchands de douleur : Matt (Willie Raysor)
- 2023 : Le Lapin de velours (en) : le Roi (Paterson Joseph) (voix)
- 2023 : Noël à Candy Cane Lane : le père Noël (David Alan Grier)
- 2023 : Répétition générale (en) : Clive DeWitt (Nathan Lee Graham)
- 2023 : L'Affaire de la mutinerie du Caine : le capitaine Randolph Southard (Francois Battiste)
- 2023 : Une équipe de rêve : Ace (David Fane (en))
- 2024 : The Underdoggs (en) : Jaycen (Snoop Dogg)
- 2024 : Bob Marley: One Love : Bob Marley (Kingsley Ben-Adir)
- 2024 : Dans le terrier du lapin blanc (it) : John Kennedy Johnson (Sinoya Siyama Aldrin)
- 2024 : Face à la mer : L'Histoire de Trudy Ederle : Benji Zammit (Alexander Karim)
- 2024 : The Substance : le présentateur de télévision (Akil Wingate)
- 2024 : Riposte : Spider (Tone Bell (en))
- 2025 : Mr. Wolff 2 : Dr Trace Williams (Joe Holt)

#### Films d'animation
- 2013 : Les Schtroumpfs 2 : Hackus[n 5],[7]
- 2013 : Aya de Yopougon : Grégoire[8] (création de voix)
- 2014 : Les Nouveaux Héros : Wasabi[n 6],[9]
- 2016 : Comme des bêtes : Buddy[10]
- 2016 : Vaiana : La Légende du bout du monde : Lasalo
- 2017 : Ferdinand : Bones[n 7]
- 2018 : Les Indestructibles 2 : le valet de Winston Deavor[n 8]
- 2018 : Destination Pékin ! : Carl[n 9],[n 10]
- 2019 : Comme des bêtes 2 : Buddy[10]
- 2020 : Scooby ! : l'agent de police Franck et la voix-off de présentation de Blue Falcon
- 2021 : Les Bouchetrous : Hoss
- 2021 : Steve, bête de combat : Tentaculaire[n 11]
- 2022 : Marmaduke : Marmaduke
- 2022 : Luck : Marvin[n 12]
- 2024 : Justice League: Crisis on Infinite Earths Part 1 : John Stewart / Green Lantern
- 2024 : Piece by Piece : N.O.R.E.[n 13]

### Télévision

#### Téléfilms
- Colin Lawrence (en) dans :
  - Une promesse au nom de notre amitié (2017) : Bryan
  - La clé d'un Noël réussi (2018) : Thomas Tucker
  - Le Calendrier secret de Noël (2019) : Thomas Tucker

- 2009 : Génération perdue 2 : Erik (Merwin Mondesir)
- 2010 : Le Jour des Triffides : Troy (Troy Glasgow)
- 2011 : 20 ans d'injustice : Shelton (Lucius Baston)
- 2012 : Les Secrets de la forêt noire : Conrad (Howard Charles)
- 2012 : Le Tueur du campus : Kellen (Michael Cognata)
- 2013 : Rewind (en) : Danny (Robbie Jones)
- 2014 : A Day Late and a Dollar Short : Lewis (Mekhi Phifer)
- 2014 : Aaliyah : Destin brisé (en) : R. Kelly (Clé Bennett)
- 2015 : Un baby-sitting pour deux : Ethan (Stephen Boss)
- 2015 : Les Secrets de Turkey Hollow : le narrateur (Chris « Ludacris » Bridges) (voix)
- 2016 : Barry : PJ (Jason Mitchell)
- 2016 : Sexe, mensonges et meurtre : Jason Blu Griffith (Danso Gordon)
- 2018 : Fahrenheit 451 : Guy Montag (Michael B. Jordan)
- 2018 : Destin brisé : Michael Jackson, derrière le masque : Javon Beard (Sam Adegoke)
- 2018 : Un réveillon sur mesure : Liam (Sean Patrick Thomas)
- 2019 : Kevin Hart's Guide to Black History (en) : lui-même (Kevin Hart)
- 2020 : La Fabuleuse Histoire des sœurs Clark : J. Drew Sheard (Michael Xavier)
- 2021 : Le cauchemar d'Arianna : Rick (Hamza Fouad)
- 2022 : Une New-Yorkaise sous les tropiques : Hughes (Buom Tihngang)

#### Séries télévisées
- Jamie Hector dans (7 séries) :
  - Heroes (2006-2008) : Benjamin « Knox » Washington (11 épisodes)
  - Person of Interest (2014-2015) : Lincoln « Link » Cordell (saison 4)
  - Harry Bosch (2014-2021) : l'inspecteur Jerry Edgar (68 épisodes)
  - Quarry (2016) : Arthur Solomon (épisodes 1 et 8)
  - Reine du Sud (2017-2021) : Devon Finch (14 épisodes)
  - Bosch: Legacy (2022) : l'inspecteur Jerry Edgar (saison 1, épisode 6)
  - We Own This City (2022) : Sean M. Suiter (mini-série)

- Malcolm Barrett dans (7 séries) :
  - Psych : Enquêteur malgré lui (2007) : Wally (saison 2, épisode 4)
  - Southland (2011) : Henry Watts (saison 3, épisode 7)
  - Raising Hope (2011) : Lamar (saison 1, épisode 21)
  - Mentalist (2011) : l'officier Price (saison 4, épisode 6)
  - Santa Clarita Diet (2019) : Morgan (saison 3, épisode 6)
  - La Folle Histoire du monde 2 (2023) : le capitaine Hanks (mini-série)
  - The Changeling (en) (2023) : Patrice Green

- LaMonica Garrett dans (6 séries) :
  - Sons of Anarchy (2011-2014) : le shérif-adjoint Cane (17 épisodes)
  - Bones (2014) : Blair Ellis (saison 10, épisode 7)
  - Designated Survivor (2016-2018) : Mike Ritter (43 épisodes)
  - The Last Ship (2016-2018) : Cameron Burke (15 épisodes)
  - 1883 (2021-2022) : Thomas (10 épisodes)
  - The Terminal List (2022) : le commandant Bill Cox (5 épisodes)

- Edi Gathegi dans (6 séries) :
  - Justified (2014) : Jean Baptiste (saison 5)
  - Blacklist (2015-2016) : Matias Solomon (saison 3)
  - StartUp (2016-2018) : Ronald Dacey (30 épisodes)
  - Blacklist: Redemption (2017) : Matias Solomon (8 épisodes)
  - Briarpatch (2020) : A.D. Singe (10 épisodes)
  - For All Mankind (2022) : Dev Ayesa (saison 3)

- Demetrius Grosse (en) dans (5 séries) :
  - Esprits criminels (2011) : le lieutenant Beasley (saison 7, épisode 7)
  - Justified (2012-2015) : Errol (13 épisodes)
  - Banshee (2013-2014) : l'adjoint Emmett Yawners (20 épisodes)
  - Game of Silence (2016) : Terry Bosch (10 épisodes)
  - The Rookie : Le Flic de Los Angeles (2018-2019) : l'inspecteur Kevin Wolfe (saison 1)

- Anthony Mackie dans (5 séries) :
  - Altered Carbon (2020) : Takeshi Kovacs (saison 2)
  - Falcon et le Soldat de l'hiver (2021) : Sam Wilson / Falcon (mini-série)
  - Solos (2021) : Tom (mini-série)
  - Twisted Metal (depuis 2023) : John Doe
  - The Studio (2025) : Anthony Mackie (saison 1, épisode 3)

- Omar Benson Miller dans (4 séries) :
  - Les Experts : Miami (2009-2012) : Walter Simmons (63 épisodes)
  - Ballers (2015-2019) : Charles Greane (47 épisodes)
  - Les Derniers Jours de Ptolemy Grey (2022) : Reggie Lloyd (mini-série)
  - True Lies (2023) : Albert « Gib » Gibson

- Tomiwa Edun (en) dans (4 séries) :
  - Merlin (2010-2012) : Sir Elyan, le frère de Guenièvre (21 épisodes)
  - Bates Motel (2015) : Marcus Young (saison 3)
  - Lucifer (2016) : 2 Vile (saison 1, épisode 1)
  - Trying (2020-2021) : Luke (3 épisodes)

- Clé Bennett dans (4 séries) :
  - Arrow (2013) : Xavier Reed, le maire (saison 2, épisode 4)
  - Rookie Blue (2013-2014) : Wesley Cole (6 épisodes)
  - The Tick (2019) : Sage (saison 2)
  - Le Maître du Haut Château (2019) : Elijah (saison 4)

- Demore Barnes dans (4 séries) :
  - Hannibal (2013) : Tobias Budge (saison 1, épisodes 7 et 8)
  - Hemlock Grove (2013-2015) : Michael Chasseur (11 épisodes)
  - Flash (2015-2016) : Dr Henry Hewitt/Tokamak (saison 2)
  - DC Titans (2019) : William Wintergreen (saison 2)

- David Oyelowo dans (4 séries) :
  - Les Misérables (en) (2018-2019) : Javert (mini-série)
  - Silo (2023) : le shérif Holston Becker
  - Lawmen : L'Histoire de Bass Reeves (2023) : Bass Reeves (mini-série)
  - Government Cheese (en) (2025) : Hampton Chambers

- Owiso Odera (en) dans :
  - Three Rivers (2009-2010) : Kuol Adebe Ketebo (6 épisodes)
  - The Originals (2014) : Papa Tunde (saison 1)
  - NCIS : Los Angeles (2014) : le diplomate Leonard Atugu (saison 5, épisode 15)

- Jarod Joseph dans :
  - The L.A. Complex (2012) : Christopher Taylor (saison 2)
  - Motive (2013) : Joey Mason (saison 1, épisode 11)
  - Toi, moi et elle (2016-2018) : Andy Cutler (19 épisodes)

- Todd Williams dans :
  - Vampire Diaries (2012-2013) : Connor Jordan (saison 4)
  - Teen Wolf (2014-2017) : Dr Geyer (5 épisodes)
  - Scorpion (2016) : l'agent Bush (saison 3, épisode 7)

- André Holland dans :
  - The Knick (2014-2015) : Dr Algernon Edwards (21 épisodes)
  - American Horror Story (2016) : Matt Miller (saison 6)
  - The Big Cigar (2024) : Huey P. Newton (mini-série)

- Ashley « Bashy » Thomas dans :
  - Beowulf : Retour dans les Shieldlands (2016) : Gil (5 épisodes)
  - Eux (2021) : Henry Emory (saison 1)
  - Black Cake (en) (2023) : Byron Bennett (mini-série)

- Stephen Rider (en) dans :
  - Daredevil (2016-2018) : le procureur Blake Tower (en) (12 épisodes)
  - Luke Cage (2016 / 2018) : le procureur Blake Tower (saison 1, épisode 11 et saison 2, épisode 13)
  - Instinct (2018-2019) : l'inspecteur Zack Clark (18 épisodes)

- William Jackson Harper dans :
  - The Good Place (2016-2020) : Chidi Anagonye (50 épisodes)
  - The Resort (2022) : Noah (8 épisodes)
  - Un homme, un vrai (2024) : Wes Jordan (mini-série)

- Mike Epps dans :
  - La Famille Upshaw (depuis 2021) : Bernard « Bennie » Upshaw Sr.
  - Signe astrologique : Vierge (2023) : Martisse (5 épisodes)
  - La Voix du lac (2024) : Slappy (mini-série)

- Michael B. Jordan dans :
  - Parenthood (2010-2011) : Alex (16 épisodes)
  - Dr House (2012) : Will Westwood (saison 8, épisode 14)

- Ntare Mwine dans :
  - Treme (2010-2013) : Jacques Jhoni (26 épisodes)
  - Bones (2013) : Joseph Mbarga (saison 8, épisode 18)

- J. Bernard Calloway dans :
  - Person of Interest (2011) : Dawyne (saison 1, épisode 10)
  - FBI : Duo très spécial (2012) : Tony, le chauffeur (saison 4, épisode 4)

- Michael Burgess dans :
  - Drop Dead Diva (2011-2013) : Carl Wentworth (6 épisodes)
  - Cobra Kai (2021) : le principal Fitzpatrick (saison 4, épisode 7)

- Sterling Sulieman dans :
  - Pretty Little Liars (2012) : Nate St. Germain (saison 3)
  - The Client List (2013) : Tom Maise (saison 2, épisode 3)

- Brian White dans :
  - Burn Notice (2012) : l'agent Woods (saison 6, épisode 8)
  - Ray Donovan (2017-2018) : Jay White (11 épisodes)

- Gaius Charles dans :
  - Grey's Anatomy (2012-2014) : Dr Shane Ross (46 épisodes)
  - Aquarius (2015-2016) : Bunchy Carter (7 épisodes)

- Ato Essandoh dans :
  - Elementary (2012-2018) : Alfredo Llamosa (9 épisodes)
  - Vinyl (2016) : Lester Grimes (10 épisodes)

- J. B. Smoove dans :
  - The Millers (2013-2015) : Ray (34 épisodes)
  - Blockbuster (en) (2022) : Percy Scott

- J. August Richards dans :
  - Marvel : Les Agents du SHIELD (2013-2018) : l'agent Mike Peterson / Deathlok (12 épisodes)
  - Vampire Academy (2022) : Victor Dashkov (10 épisodes)

- Frank Harts (en) dans :
  - The Leftovers (2014) : l'adjoint Dennis Luckey (saison 1)
  - Billions (2016) : Dale Christo (saison 1)

- Ricky Whittle dans :
  - Mistresses (2014-2015) : Daniel Zamora (11 épisodes)
  - Les 100 (2014-2016) : Lincoln (35 épisodes)

- Allen Maldonado (en) dans :
  - You're the Worst (2014-2016) : Honeynutz (13 épisodes)
  - Sneaker Addicts (en) (2020) : Devin « Dev » (6 épisodes)

- Malcolm Goodwin dans :
  - House of Cards (2014) : Darnell Hayes (saison 2, épisode 9)
  - Reacher (2022-2023) : Oscar Finlay (9 épisodes)

- Derek Luke dans :
  - Empire (2015) : Malcolm DeVeaux (saison 1)
  - Racines (2016) : Silla Da Dibba (mini-série)

- Elvis Nolasco dans :
  - American Crime (2015-2016) : Carter Nix/Chris Dixon (21 épisodes)
  - Nola Darling n'en fait qu'à sa tête (2017-2019) : Papo Da Mayor (9 épisodes)

- Paul Ogola dans :
  - Sense8 (2015-2018) : Jela (15 épisodes)
  - Crime et Justice : Nairobi (en) (2021-2022) : le procureur Sokoro

- Ukweli Roach (en) dans :
  - Blindspot (2015-2020) : Dr Robert Borden (43 épisodes)
  - Hard Sun (2018) : Will Benedetti (mini-série)

- Justin Hires dans :
  - Rush Hour (2016) : l'inspecteur James Carter (13 épisodes)
  - MacGyver (2016-2021) : Wilt Bozer (94 épisodes)

- Gentry White dans :
  - UnREAL (2016) : Romeo (saison 2)
  - Les Chroniques de Shannara (2017) : Garet Jax (10 épisodes)

- Paul James dans :
  - The Path (2016-2017) : Sean Egan (22 épisodes)
  - The Hot Zone (2019) : Ben Gellis (saison 1)

- Hampton Fluker dans :
  - Shades of Blue (2016-2018) : l'inspecteur Marcus Tufo (36 épisodes)
  - Chicago Med (2020-2021) : Michael Goodwin (7 épisodes)

- Orlando Jones dans :
  - American Gods (2017-2019) : M. Nancy (10 épisodes)
  - Room 104 (2017) : Samuel (saison 1, épisode 3)

- Tongayi Chirisa (en) dans :
  - iZombie (2017-2019) : Justin Bell (13 épisodes)
  - Another Life (2021) : Richard Ncube (saison 2)

- Royce Pierreson dans :
  - Wanderlust (2018) : Jason Hales (5 épisodes)
  - Les Irréguliers de Baker Street (2021) : John Watson (7 épisodes)

- Damon Wayans Jr. dans :
  - La Vérité sur l'affaire Harry Quebert (2018) : le sergent Perry Gahalowood (mini-série)
  - Shrinking (2024) : Derrick #2 (saison 2)

- Joivan Wade (en) dans :
  - Doom Patrol (2019-2023) : Victor Stone / Cyborg (45 épisodes)
  - DC Titans (2023) : Victor Stone / Cyborg (saison 4, épisodes 9 et 10)

- Jeremy Pope dans :
  - Hollywood (2020) : Archie Coleman (mini-série)
  - Pose (2021) : Christopher (saison 3)

- Daveed Diggs dans :
  - Snowpiercer (2020-2023) : Andre Layton
  - Extrapolations (2023) : le marshall Zucker (saison 1, épisodes 1 et 3)

- Kevin Hart dans :
  - La Réalité en face (2021) : Kid (mini-série)
  - Abbott Elementary (2024) : Kevin Hart (saison 3, épisode 12)

- Mothusi Magano dans :
  - Blood Psalms (en) (2022) : le roi Letsha
  - Furtive (2023) : Lufuno

- Sean Patrick Thomas dans :
  - Sexe Intentions (2024) : le professeur Hank Chadwick
  - High Potential (2025) : Dexter Price (saison 1, épisode 9)

- 2004-2008 : Des jours et des vies : Thomas « Tek » Kramer (Rhasaan Orange)
- 2008 : Las Vegas : Little Fly (James Earl) (saison 5, épisodes 6 et 16)
- 2009 : L'Agence n°1 des dames détectives : Solomon Moretsi (Thai Kabelo)
- 2010 : Les Experts : Miami : Matthew Sloan (Sharif Atkins) (saison 8, épisode 2)
- 2010-2011 : Ma femme, ses enfants et moi : Malcolm (Sherrod Small) (5 épisodes)
- 2011 : Detroit 1-8-7 : l'inspecteur Damon Washington (Jon Michael Hill)
- 2011 : The Event : Luis (Noel Arthur)
- 2011 : Chase : John Macon (Gbenga Akinnagbe) (saison 1, épisode 17)
- 2011 : Dark Blue : Unité infiltrée : Ty Curtis (Omari Hardwick)
- 2011 : Boardwalk Empire : Dunn Purnsley (Erik LaRay Harvey) (saison 2)
- 2011 : Body of Proof : Dave Stackhouse (Charles Malik Whitfield) (saison 2, épisode 10)
- 2011-2012 : Louie : Godfrey (Godfrey C. Danchimah Jr.) (2 épisodes) et Chris Rock (Chris Rock) (3 épisodes)
- 2011-2015 : Falling Skies : Anthony (Mpho Koaha) (46 épisodes)
- 2012 : The Secret Circle : Holden Glaser (Arlen Escarpeta) (saison 1, épisode 9)
- 2012 : Unforgettable : Ron Pappas (Albert Jones) (saison 1, épisode 12)
- 2012 : Justified : Clinton Moss (Larenz Tate) (saison 2, épisode 4)
- 2012 : Los Angeles, police judiciaire : Carl Davies (Roger Bridges) (saison 1, épisode 22)
- 2013 : The River : Andreus Jude « A. J. » Poulain (Shaun Parkes) (8 épisodes)
- 2013 : The Listener : l'agent Partak (Milton Barnes) (saison 3, épisode 13)
- 2013 : 90210 Beverly Hills : Nouvelle Génération : Jordan Welland (Robbie Jones) (6 épisodes)
- 2013 : Bones : Wilmer Calderon (Milo Mills) (saison 8, épisode 19)
- 2013 : Person of Interest : Lewis (Turron Kofi Alleyne) (saison 2, épisode 16)
- 2013 : Once Upon a Time : Lancelot (Sinqua Walls) (saison 2, épisode 3)
- 2013 : Chicago Fire : Curtis (Roosevelt Booker) (saison 1, épisodes 6 et 20)
- 2013 : The Listener : Len Gazicki (Michael Mando) (saison 4, épisode 5)
- 2013 : Brooklyn Nine-Nine : Dustin Whitman (Kid Cudi) (saison 1, épisode 7)
- 2013 : Burn Notice : le garde de la sécurité de l'aéroport Opa-Locka (Keith C. Wade) (saison 6, épisode 11) et Sherrod Washington (Michael Christopher Rodney) (saison 6, épisode 12)
- 2013-2014 : Under the Dome : Phil Bushey (Nicholas Strong) (17 épisodes)
- 2013-2014 : Anger Management : Donovan, un patient emprisonné de Charlie (Darius McCrary) (12 épisodes)
- 2014 : Switched : le coach Medlock (Brandon Bell) (6 épisodes)
- 2014 : American Horror Story : David (Mike Colter) (3 épisodes)
- 2014 : Inspecteur Lewis : Carl Drew (Ariyon Bakare) (saison 7, épisodes 5 et 6)
- 2014 : Bones : le coach Davis McIntyre (McKinley Freeman) (saison 9, épisode 11)
- 2014 : 2 Broke Girls : Deke (Eric André) (8 épisodes)
- 2014 : Hercule Poirot : Étienne De Souza (Elliot Barnes-Worrell) (saison 13, épisode 3)
- 2014 : The Walking Dead : Terry (Brandon Fobbs) (saison 4, épisode 9)
- 2014 : Girls : Gerald (T. Oliver Reid) (saison 3, épisode 7)
- 2014 : Ironside : le sergent Jason Courier (Alano Miller) (saison 1, épisode 8)
- 2014 : Following : Carlos (J. D. Williams) (3 épisodes)
- 2014 : Ray Donovan : Cookie Brown (Omar J. Dorsey) (7 épisodes)
- 2014 : 24 Heures chrono : le lieutenant Chris Tanner (John Boyega) (4 épisodes)
- 2014 : Scorpion : « Lucky le King » (Clifford « Method Man » Smith) (saison 1, épisode 8)
- 2014-2015 : Brooklyn Nine-Nine : Marcus (Nick Cannon) (6 épisodes)
- 2015 : Jane the Virgin : Roman Zazo / Aaron Zazo (Alano Miller[11]) (9 épisodes)
- 2015 : The Messengers : Alan Harris (Craig Franck)
- 2015 : Zoo : Dr Chenai Okoro (Derek Roberts) (saison 1, épisode 12)
- 2015 : River : Khaalid Mohamoud (Souleiman Bock) (2 épisodes)
- 2015 : Jessica Jones : Antoine (Dante E. Clark)
- 2015-2021 : Meurtres au paradis : l'officier J. P. Hooper (Tobi Bakare (de))(52 épisodes)
- 2015-2022 : Grace et Frankie : Nwabudike « Bud » Bergstein (Baron Vaughn) (94 épisodes)
- 2016 : Shadowhunters : Emil Pangborn (Curtis Morgan) (3 épisodes)
- 2016 : Chicago Med : Tate Jenkins (Deron J. Powell) (10 épisodes)
- 2016 : Easy : Jason (Hannibal Buress) (saison 1, épisode 8)
- 2016-2018 : Les Enquêtes de Murdoch : Nate Desmond (Jordan Johnson-Hinds (en)) (5 épisodes)
- 2017 : S.W.A.T. : Shorty (J.T. Jackson)
- 2017 : Lucifer : Tyson Crawford (Rickey Eugene Brown)
- 2017 : Berlin Station : Augustus (Damola Adelaja)
- 2017 : Gotham : « Chasseur de Tête » (Kyle Vincent Terry)
- 2017 / 2018 : Bad Blood : Marlon (Moe Jeudy-Lamour) (saison 1, épisodes 3 et 4) / le jeune policier (Frank Fiola) (saison 2, épisode 4)
- 2017-2018 : Ten Days in the Valley : Gus Tremblay (Francois Battiste)
- 2017-2021 : Insecure : Curtis Carter (Richard Nevels) (7 épisodes)
- 2017-2022 : Dynastie : Michael Culhane (Robert Christopher Riley) (108 épisodes)
- 2018 : LA to Vegas : Bernard Jasser (Nathan Lee Graham)
- 2018 : Atlanta : Bibby (Robert Powell)
- 2018 : Killjoys : l'agent de la « Racine Noire » (Lamont James) (saison 4, épisode 8)
- 2018 : Black Earth Rising : Frank Munezero (Treva Etienne)
- 2018-2019 : Berlin Station : Dove Adeyemi (Ladi Emeruwa)
- 2018-2020 : All American : Tyrone Morris (Demetrius Shipp Jr.) (14 épisodes)
- 2018-2021 : Legacies : Rafael Waithe (Peyton Alex Smith) (37 épisodes)
- 2018-2022 : Barry : Jermaine Jefrint (Darrell Britt-Gibson) (17 épisodes)
- 2018-2023 : A Million Little Things : Rome Howard (Romany Malco) (87 épisodes)
- 2019 : Charlie, monte le son : Dell (Guz Khan (en))
- 2019 : Huge in France : Tyson Beckford (Tyson Beckford) et Sébastian [Qui ?]
- 2019 : Lucifer : l'évèque Hoffman (Jon Chaffin)
- 2019 : Dans leur regard : Bobby Burns (Blair Underwood) (mini-série)
- 2019 : Another Life : Danny (Donald Sales)
- 2019 : Watchmen : le père / O.B. Williams (Steven G. Norfleet) (saison 1, épisodes 1 et 3)
- 2019 : The End of the F***ing World : Kevan le pharmacien (Paterson Joseph) (saison 2, épisode 5)
- 2019 : Home for Christmas : Thoms (Kingsford Siayor)
- 2019 : Shrill : Lamar (Akemnji Ndifornyen)
- 2019 : Comment élever un super-héros : Kwame (J. Harrison Ghee)
- 2019 : Looking for Alaska : Chip « le colonel » Martin (Denny Love) (mini-série)
- 2019 : Curfew : Simon Donahue (Adrian Lester)
- 2019 : Cloak and Dagger : Andre Deschaine (Brooklyn McLinn)
- 2019 : La Fabuleuse Madame Maisel : Reggie (Sterling K. Brown) (4 épisodes)
- 2019-2020 : Emergence : Alex Evans (Donald Faison) (13 épisodes)
- 2019-2021 : Dickinson : Henry (Chinaza Uche)
- 2019-2021 : High School Musical : La Comédie musicale, la série : M. Benjamin Mazzara (Mark St. Cyr) (19 épisodes)
- 2019-2021 : Godfather of Harlem : Malcolm X (Nigél Thatch) (20 épisodes)
- 2019-2021 : The Morning Show : Daniel Henderson (Desean Terry) (20 épisodes)
- 2019-2022 : Claws : EJ (Bechir Sylvain) (6 épisodes)
- 2019-2023 : Carnival Row : Agreus Astrayon (David Gyasi) (18 épisodes)
- 2019[n 14]-2023 : Wu-Tang: An American Saga : Corey Woods / Sha Raider / Raekwon (Shameik Moore) (30 épisodes)
- depuis 2019 : Hudson et Rex : le commandant Joseph Donovan (Kevin Hanchard (en))
- 2020 : Intimidation : Wesley Ross (Kadiff Kirwan)
- 2020 : Better Call Saul : Grant (Roy Wood Jr.) (saison 5, épisode 10)
- 2020 : How to Ruin Christmas: Le mariage : Khaya Manqele (Yonda Thomas)
- 2020 : Ratched : Trevor Briggs (Michael Benjamin Washington) (3 épisodes)
- 2020-2021 : Le Secret de la plume : Frank (Jeff Joseph) (saison 2, 4 épisodes)
- 2020-2021 : Good Girls : JT (Julian Gant) (2e voix, saisons 3 et 4 - 3 épisodes)
- 2020-2023 : Dave : GaTa[n 15] (Davionte « GaTa » Ganter) (29 épisodes)
- depuis 2020 : Outer Banks : Heyward (E. Roger Mitchell)
- depuis 2020 : À l'ombre des Magnolias : Erik Whitley (Dion Johnstone)
- 2021 : Cobra Kai : Shawn (Okea Eme-Akwari) (1re voix, saison 3)
- 2021 : Genius : Ken Cunningham (Clifford Joseph « T.I. » Harris Jr.) (saison 3)
- 2021 : Riverdale : le commandant Carter (Garfield Wilson) (saison 5, épisode 1) et Chris Barry (Adrian Neblett) (saison 5, épisode 13)
- 2021 : Tribes of Europa : Bracker (Johann Myers)
- 2021 : Modern Love : Billy (Ryan Spahn) (saison 2, épisode 2)
- 2021 : Rebel : Amir (Mo McRae) (6 épisodes)
- 2021 : De l'autre côté : le guide touristique (Terrence Clowe) (saison 1, épisode 6)
- 2021 : Charmed : Mo (Aryeh-Or) (saison 3)
- 2021 : Why Women Kill : Vern Loomis (Jordane Christie) (saison 2, 10 épisodes)
- 2021 : Arrête Papa, tu me fais honte ! : Brian Dixon / le révérend Sweet Tee / Cadillac Calvin / Rusty (Jamie Foxx)
- 2021 : Dear White People : David (Rome Flynn) (5 épisodes)
- 2021 : Manifest : Tarik (Warner Miller) (4 épisodes)
- 2021 : The Big Leap (en) : Earl Reyes Jr. (Brian Keys) (4 épisodes)
- 2021 : La Famille Upshaw :  Martin Owens (M. J. George) (saison 1, épisode 9)
- 2021-2022 : Emily in Paris : Grégory Elliott Duprée (Jeremy O. Harris) (4 épisodes)
- 2021-2022 : 4400 : le révérend Isaiah Johnston (Derrick A. King) (13 épisodes)
- 2021-2023 : La Roue du temps : Eamon Valda (Abdul Salis) (4 épisodes)
- 2021-2023 : Young Rock : Rocky Johnson (Joseph Lee Anderson) (37 épisodes)
- 2021-2023 : The Game (en) : Malik Wright (Hosea Chanchez (en)) (20 épisodes)
- depuis 2021 : Ginny et Georgia : Zion Miller, le père de Ginny (Nathan Mitchell)
- 2022 : Peacemaker : Clemson Murn (Chukwudi Iwuji)
- 2022 : Mike (en) : Mike Tyson (Trevante Rhodes) (mini-série)
- 2022 : Dahmer - Monstres : L'Histoire de Jeffrey Dahmer : Tracy Edwards (Shaun J. Brown) (saison 1)
- 2022 : Bel-Air : Lou, le père de Will (Marlon Wayans)
- 2022 : Suspicion : Joe Gibson (Ben Bailey Smith)
- 2022 : The Crown : Sydney Johnson (Jude Akuwudike) (saison 5, épisode 3)
- 2022 : Mood : Teeg Jones (Tom Moutchi) (mini-série)
- 2022 : Dirty Lines : Johnny Santini (Andre Dongelmans)
- 2022 : Périphériques, les mondes de Flynne : Conner Penske (Eli Goree) (8 épisodes)
- depuis 2022 : La Petite Ferme enchantée : Jonas (Micah Balfour (en))
- 2023 : Liaison fatale : Leonard (Thapelo Mokoena)
- 2023 : Un conte parfait : Ivan (Jimmy Castro) (mini-série)
- 2023 : Dreaming Whilst Black (en) : Maurice (Demmy Ladipo)
- 2023 : One Piece : Patty (Brashaad Mayweather) (saison 1, épisodes 5 et 6)
- 2023 : Justified: City Primeval : Jamal Wilder (Amin Joseph) (mini-série)
- 2023 : Yoh! Christmas (en) : Lungile Mokoena (Bongani Dube)
- 2024 : Les Frères Sun : Éric James (Rodney Gardiner) (saison 1, épisodes 7 et 8)
- 2024 : The Vince Staples Show : le cambrioleur [Qui ?]
- 2024 : Constellation : Paul Lancaster (William Catlett)
- 2024 : The Gentlemen : Chucky (Guz Khan (en))
- 2024 : Les Aventures imaginaires de Dick Turpin : Honesty Barebone (Duayne Boachie)
- 2024 : Masters of the Air : le lieutenant Richard D. Macon (Josiah Cross) (mini-série)
- 2024 : Eric : Michael Ledroit (McKinley Belcher III (en)) (mini-série)
- 2024 : A Gentleman in Moscow : Mikhail « Mishka » Fyodorovich (Fehinti Balogun)
- 2024 : Those About to Die : Gavros (David Wurawa)
- 2024 : Bandits, bandits : Widgit (Roger Nsengiyumva)
- 2024 : Cross : Alex Cross (Aldis Hodge)
- 2024 : Skeleton Crew : Wendle (Tunde Adebimpe (en))
- 2024-2025 : Tracker : l'officier de police (Dalias Blake) (saison 1, épisode 1) et Deon Crawford (Dohn Norwood (en)) (saison 2, épisode 14)
- 2025 : La Meneuse : Marcus Winfield (Toby Sandeman)
- 2025 : Adolescence : l'inspecteur Luke Bascombe (Ashley Walters) (mini-série)
- 2025 : Les Quatre Saisons : Danny (Colman Domingo) (mini-série)
- 2025 : Washington Black (en) : Barrington (Miles Yekinni) (mini-série)

#### Séries d'animation
- 2016 : Le Show de M. Peabody et Sherman : Ziriab (saison 3)
- 2016 : Turbo FAST : le capitaine des poules (saison 3, épisode 8)
- 2017 : Les Nouvelles Aventures d'Oz : voix additionnelles
- 2017-2020 : Raiponce, la série : Lance Strongbow
- 2018 : Super Drags : Vedette Champagne
- 2018-2024 : Le Prince des dragons : le roi Harrow
- 2019 : She-Ra et les Princesses au pouvoir : Lance (saison 2, épisode 7 et saison 5, épisode 10)
- 2019 : Undone : Tunde[n 16]
- 2020-2021 : Kikoumba : le roi Kikoumba
- 2020-2022 : Duncanville : M. Mitch
- 2021 : Love, Death and Robots : Terence[n 17] (saison 2, épisode 7)
- 2021 : Otis, à la rescousse ! : Nelson
- 2021 : Harriet l'espionne (en) : Louis Redd
- 2022 : Cool Attitude, encore plus cool : Randall (saison 1, épisode 4)
- 2022 : Je s'appelle Groot : Alien[n 18]
- 2023 : Papa est un chasseur d'aliens (en) : Papa
- 2023 : Skull Island (en) : Sam
- 2023 : Strange Planet (en) : le directeur et le vendeur
- 2023-2024 : Véra : Sammy « Norville » Rogers[n 19]
- 2024 : Tomb Raider : La Légende de Lara Croft : Zip

### Jeux vidéo
- 2013 : The Last of Us : Ellis
- 2014 : Watch Dogs : voix additionnelles
- 2014 : Assassin's Creed: Rogue : Jack Weeks
- 2015 : Until Dawn : Matthew « Matt »
- 2015 : Fallout 4 : Tom la bricole & Swanson
- 2015 : Lego Dimensions : Luther Stickell
- 2016 : Watch Dogs 2 : Horatio
- 2016 : Mafia III : voix additionnelles
- 2017 : Mass Effect: Andromeda : Liam Kosta
- 2017 : The Surge : Don Hackett
- 2017 : The Evil Within 2 : Sykes
- 2017 : Assassin's Creed Origins : Hepzefa
- 2017 : Lego Marvel Super Heroes 2 : ?
- 2017 : Star Wars Battlefront II : voix additionnelles
- 2018 : Detroit: Become Human : Josh et voix additionnelles
- 2018 : Spider-Man : Jefferson Davis et un auditeur
- 2019 : Overwatch : Baptiste
- 2019 : Anthem : le Barde
- 2019 : Days Gone : le lieutenant James Weaver
- 2019 : Rage 2 : Mo Rummy
- 2019 : Blacksad: Under the Skin : Bobby Yale, Randal Leigh, l'entraîneur de Moore et le Bookmaker
- 2019 : Borderlands 3 : BALEX
- 2020 : Watch Dogs: Legion : Hamish Bolaji
- 2020 : Marvel's Spider-Man: Miles Morales : Jefferson Davis
- 2020 : Cyberpunk 2077 : voix additionnelles
- 2021 : The Dark Pictures Anthology: House of Ashes : le sergent Nick Kay
- 2021 : Les Gardiens de la Galaxie : le capitaine Glory
- 2022 : Outlaw IV : voix additionnelles
- 2022 : Overwatch 2 : Baptiste
- 2023 : Age of Empires II: Definitive Edition - Return of Rome : Ushar
- 2023 : Cyberpunk 2077 : Phantom Liberty : Terry et voix additionnelles
- 2023 : Marvel's Spider-Man 2 : Jefferson Davis
- 2023 : Jumanji: Aventures Sauvages : Franklin « Mouse » Finbar
- 2024 : Suicide Squad: Kill the Justice League : John Stewart / Green Lantern

### Direction artistique

#### Films
- 2019 : Òlòtūré (en)
- 2020 : La Convocation
- 2021 : The Voyeurs
- 2022 : Une amie au poil
- 2022 : Rise : La Véritable Histoire des Antetokounmpo (en)
- 2022 : The Woman King
- 2022 : Emmett Till
- 2022 : Parée pour percer (en)
- 2023 : House Party
- 2023 : Les Blancs ne savent pas sauter
- 2023 : L'Horloge (en)
- 2023 : Totally Killer
- 2023 : Paysage à la main invisible (en)
- 2024 : Bob Marley: One Love (avec Virginie Méry)
- 2024 : The Piano Lesson
- 2024 : Cassino à Ischia
- 2025 : Hurry Up Tomorrow
- 2025 : Heads of State

#### Films d'animation
- 2023 : Ruby, l'ado Kraken
- 2024 : Le Robot sauvage

#### Séries télévisées
- 2021 : Directrice (mini-série)
- 2022 : The Sound of Magic
- 2022 : Justice Served (it)
- 2022 : Reasonable Doubt
- 2022 : Drôle de science (avec Fred Colas)
- 2022 : Willow
- 2023 : Mort ou vif Joaquín Murrieta
- 2023 : Hasta el cielo : La série (es)
- 2023 : Swarm
- 2024 : Blood Legacy (en)
- 2025 : Zero Day (mini-série)

#### Séries d'animation
- 2023 : Kizazi Moto : Génération Feu (en)
- 2024 : Iwájú (avec Vanina Pradier)
- 2025 : Votre fidèle serviteur Spider-Man

## Voix off

### Émissions
- Kevin Hart dans :
  - Total Knock Out : le parcours des champions (2018) : lui-même, animateur
  - Kevin Hart, Don't F**k This Up (2019) : lui-même (série documentaire)

- 2016 : 58e cérémonie des Grammy Awards (voix masculine)
- 2017 : 60e Anniversaire des Grammy Awards (voix masculine de Keith Urban, Bruno Mars, Sting, Ed Sheeran, John Legend, Ricky Martin, Jamie Foxx, Kanye West, Vince Gill, Eugene Fodor, Eric Clapton, David Grohl, Stevie Wonder, Justin Timberlake et Elton John)

### Publicité
- 2022 : Publicité Intel Evo (Jamie Foxx)

### Livres audio
- 2022 : The Sandman : Acte III de Neil Gaiman et Dirk Maggs (lu avec Sébastien Desjours, Guillaume Orsat, Olivier Peissel et Stéphane Ronchewski, Audible)

### Documentaire
- 2023 : Kevin Hart and Chris Rock: Headliners Only : lui-même (Kevin Hart)